# JAS 39 Gripen
JAS 39 Gripen (în română: Grifon) este un avion multirol cu greutate redusă, monomotor, fabricat de compania aeronautică SAAB din Suedia. A fost dezvoltat pentru a înlocui avioanele Saab 35 Draken și 37 Viggen în cadrul Forțelor Aeriene Suedeze (Flygvapnet). Gripen este dotat cu aripă delta, ampenaj tip rață (denumit și canard), un design care conferă stabilitate relaxată și un sistem electronic de control automat (în engleză: fly-by-wire).
În anul 1979, guvernul suedez a demarat un program de cercetare pentru un avion polivalent care să înlocuiască avioanele Saab 35 Draken și 37 Viggen. Un design propus de Saab a fost ales și dezvoltat sub denumirea de JAS 39. Mai mic decât alte avioane similare, Gripen are o viteză maximă de Mach 2. Opt puncte de acroșare exterioară pentru armament îi permit să transporte o mare varietate de bombe și rachete, avionul fiind dotat și cu un tun automat Mauser BK-27 de calibrul 27 mm. Motorul său Volvo-Flygmotor RM12, derivat din modelul General Electric F404 folosit și de F/A-18 Hornet, dezvoltă o forță de tracțiune de peste 80 kilonewtoni folosind sistemul de postcombustie, raportul tracțiune-greutate fiind de 0,97.
Avionul a fost introdus în dotare în anul 1997, având inițial probleme cu avionica. Un prototip s-a prăbușit în timpul zborurilor de încercare. Saab a cooperat cu alte companii aeronautice pentru a lansa pe piață avionul, având un succes moderat în Europa Centrală, Africa de Sud și Asia de Sud-Est. Peste 264 de avioane JAS 39 Gripen au fost livrate sau comandate până în anul 2011.

## Dezvoltare

### Origini
La sfârșitul anilor 1970, Suedia avea nevoie de un înlocuitor pentru avioanele Saab 35 Draken și Saab 37 Viggen aflate la sfârșitul perioadei de exploatare. În cazul unei invazii sovietice, țara avea nevoie de un avion capabil să decoleze și să aterizeze pe piste relativ scurte, în concordanță cu doctrina bazelor aeriene dispersate. Noul avion trebuia să atingă viteza maximă de Mach 2 și să fie convenabil în privința costurilor. Aeronava trebuia să fie mai mică decât Saab 37 Viggen, dar să dețină aceeași autonomie și sarcină maximă acroșată. Suedia s-a interesat de mai multe avioane din străinătate: General Dynamics F-16 Fighting Falcon, McDonnell Douglas F/A-18 Hornet, Northrop F-20 Tigershark și Dassault Mirage 2000. În cele din urmă, guvernul suedez a decis să dezvolte propriul avion, sarcina fiind alocată companiei Saab (Svenska Aeroplan Aktiebolag). La sfârșitul anului 1979, guvernul a demarat un studiu privind o platformă versatilă capabilă de „JAS”, o abreviere de la Jakt (aer-aer), Attack (aer-sol) și Spaning (recunoaștere). Noul avion urma a fi deci multirol, capabil să îndeplinească mai multe roluri în timpul unei misiuni de luptă.
Mai multe proiecte propuse de Saab au fost analizate, cel mai promițător fiind „Proiectul 2105” (redenumit ulterior „Proiectul 2108” și „Proiectul 2110”). Acesta a fost recomandat guvernului suedez de către Administrația Materialului destinat Apărării (Försvarets Materielverk, abreviere FMV). Avionul studiat urma a fi monomotor, monoloc, cu greutate redusă și să includă tehnologie fly-by-wire (sistem electronic de control automat). Aeronava urma a avea ampenaj canard (de tip rață) și un design care să confere instabilitate aerodinamică. Sistemul de propulsie urma a fi turboreactorul cu dublu flux (turboventilator) Volvo-Flygmotor RM12, o variantă sub licență mai ușoară și cu mai puține piese a General Electric F404-400. Pe 30 iunie 1982, având acordul Parlamentului Suediei, FMV a încheiat un contract cu Saab pentru cinci prototipuri și 30 de avioane de serie. Pentru a testa unele componente ale avionicii modelului JAS 39, precum sistemul fly-by-wire, un avion Viggen a fost folosit ca banc de probă zburător începând cu luna ianuarie a anului 1983. JAS 39 a fost denumit „Gripen” în urma unei competiții publice anunțate în 1982; grifonul este stema companiei Saab.

### Testare și producție

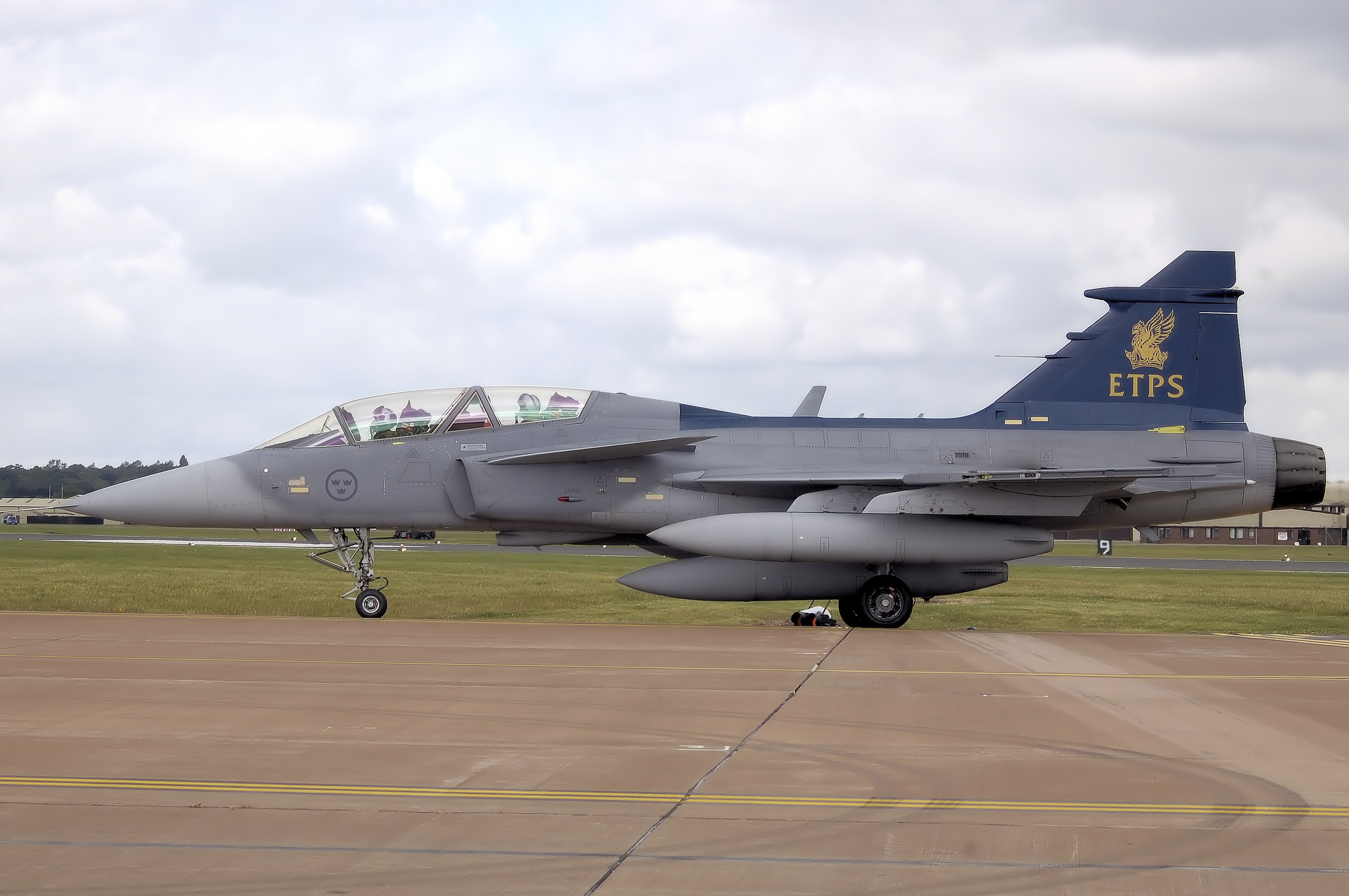
JAS 39B Gripen al Empire Test Pilots' School rulează pe pistă după aterizare în timpul mitingului aviatic RIAT (2008).

Prima comandă a avionului JAS 39 (30 de exemplare monoloc JAS 39A) a fost în 1982, fiind denumită Lotul 1. Primul Gripen a părăsit hala de montaj a fabricii la 26 aprilie 1987, evenimentul fiind marcat și de aniversarea a 50 de ani de existență Saab. Primul zbor al prototipului (număr serie 39-1), programat inițial în 1987, a avut loc pe 9 decembrie 1988. Prototipul a fost pilotat de Stig Holmström. În timpul zborurilor de încercare au fost descoperite probleme legate de avionica aeronavei (mai precis, comenzile de zbor fly-by-wire și designul de tip stabilitate relaxată). Pe 2 februarie 1989, problemele au devenit evidente când prototipul s-a prăbușit în timpul unei aterizări la Linköping; pilotul de încercare Lars Rådeström a scăpat cu doar un braț fracturat. Accidentul a avut loc din cauza oscilațiilor induse de pilot (din engleză: Pilot-Induced Oscillation, abreviat PIO) de către sistemul fly-by-wire.
Pentru a rectifica problema, Saab a modificat semnificativ pachetul software în colaborare cu firma Calspan din Statele Unite ale Americii. Un avion Lockheed NT-33A modificat a fost folosit pentru a testa aceste schimbări și, la 15 luni de la accident, testele de încercare au fost reluate. Programul a întâmpinat alte probleme când, pe 8 august 1993, avionul de serie 39-102 a fost distrus într-un accident în timpul unui miting aviatic la Stockholm. Pilotul, același Rådeström, a pierdut controlul avionului în timpul unei răsturnări la joasă altitudine. Avionul a pierdut din viteză în șase secunde, iar pilotul a fost forțat să se catapulteze. Aeronava s-a prăbușit pe o insulă mică lângă mii de spectatori. O singură persoană a fost rănită: o femeie a fost spitalizată timp de trei săptămâni din cauza arsurilor. Saab a identificat ulterior problema: amplificarea divergentă a comenzilor rapide și semnificative ale pilotului. Investigațiile care au decurs după accident și rectificarea problemelor au provocat o întârziere de câteva luni în derularea programului, acesta fiind reluat în decembrie 1993.
Prima comandă a avionul a inclus și o opțiune pentru alte 110 exemplare, aceasta fiind confirmată în iunie 1992. Lotul 2 consta în 96 de avioane monoloc JAS 39A și 14 biloc JAS 39B. Modelul JAS 39B era cu 66 de centimetri mai lung decât varianta A; avionul biloc a necesitat o reproiectare extensivă: s-a renunțat la tunul automat, iar rezervorul intern de combustibil era mai mic. Până în aprilie 1994, cinci prototipuri Gripen și două avioane de serie au fost asamblate; singura decizie importantă de luat mai era alegerea unei rachete aer-aer cu ghidaj activ radar (dincolo de raza vizuală).
O nouă comandă, denumită Lotul 3, a fost plasată în iunie 1997. Aceasta consta în 50 de avioane îmbunătățite monoloc JAS 39C și 14 avioane biloc JAS 39D. Avioanele din al treilea lot aveau o avionică mai puternică, îmbunătățită, capacitatea de a fi realimentate în aer (cu posibilitatea de a fi dotate un cap de realimentare retractabil la tribord) și un sistem integrat de generare a oxigenului pentru misiuni mai lungi. Pentru a testa fezabilitatea realimentării în zbor, Flight Refuelling Ltd a modificat un prototip (39-4). Acesta a fost testat cu succes în 1988, fiind realimentat de un avion-cisternă VC10 al Forțelor Aeriene Regale Britanice. Avioanele din Lotul 3 au fost livrate între 2003 și 2008.

### Acorduri de asociere
În timpul mitingului aviatic Paris Air Show din 1995, Saab și British Aerospace (BAe, în prezent BAE Systems) au format consorțiul Saab-BAe Gripen AB în scopul adaptării, fabricării, comercializării și sprijinirii Gripen pe plan mondial. Acordul prevedea modernizarea variantelor A și B ale avionului la variantele de „export” C și D care a dezvoltat Gripen într-un avion la standarde NATO. Înțelegerea a fost prelungită în 2001 o dată cu formarea Gripen International pentru a promova vânzările la export. În decembrie 2004, Saab și BAE Systems au anunțat că BAE va vinde o mare parte din pachetul său de acțiuni Saab și că Saab se va ocupa în totalitate de comercializarea și comenzile avionului Gripen. BAE Systems a vândul restul de 10% din acțiunile sale din cadrul Saab în iunie 2011.
Pe 26 aprilie 2007, Norvegia a semnat un acord cu privire la un program comun de dezvoltare a unei versiuni avansate a avionului Gripen. Acordul prevede implicarea companiilor norvegiene și alocarea a 150 de milioane de coroane norvegiene timp de doi ani. În luna iunie a aceluiași an, Saab a semnat un acord cu Thales Novegia A/S cu privire la dezvoltarea unor sisteme de comunicații pentru avionul de luptă Gripen. Această comandă acordată companiei norvegiene este prima semnată sub prevederile Scrisorii de Acord din aprilie 2007 dintre Ministerul Apărării din Norvegia și Gripen International.
În decembrie 2007, ca parte a eforturilor grupului Gripen International de comercializare în Danemarca, un acord a fost semnat cu furnizorul danez de tehnologie Terma A/S. Această înțelegere prevede participarea firmei daneze la un program industrial de cooperare timp de 10-15 ani. Valoarea totală a acordului este estimată la 10 miliarde de coroane daneze și depinde parțial de alegerea avionului suedez pentru a intra în dotarea armatei daneze.

### Gripen NG și evenimente recente

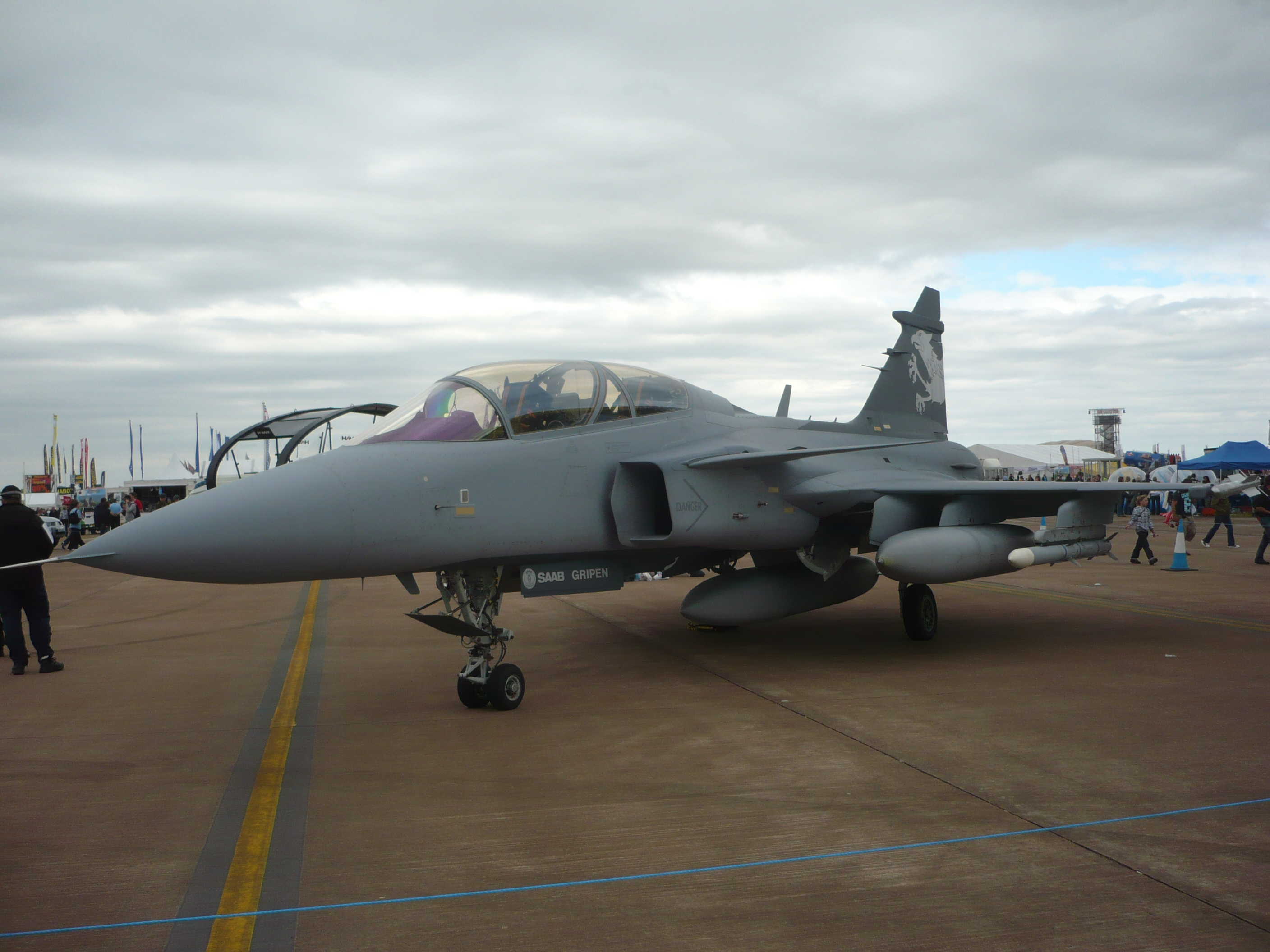
Saab Gripen NG la RIAT 2010.

În 2007, un program de modernizare a 31 de avioane JAS 39A/B la standarde JAS 39C/D a fost demarat.
Tot în 2007, un prototip biloc denumit „Demonstratorul de Tehnologie Nouă” (în engleză: New Technology Demonstrator) sau „Gripen Demo” a fost comandat; a fost prezentat ulterior pe 23 aprilie 2008. Avionul transporta mai mult combustibil, avea un sistem de propulsie mai puternic, o încărcătură utilă mai mare, avionică modernizată și alte îmbunătățiri. Prototipul servește drept banc de probă pentru numeroasele îmbunătățiri ale noului model Gripen NG (abreviere de la Next Generation, noua generație), cunoscut și ca Gripen E/F sau MS 21. Aceast model are multe componente noi și este propulsat de turboventilatorul General Electric F414G, o variantă a motorului folosit de avionul Boeing F/A-18E/F Super Hornet. Motorul produce cu 20 la sută mai multă forță de tracțiune la 98 kilonewtoni, lucru care permite o supercroazieră la viteza de Mach 1,1 cu rachete aer-aer acroșate.
În comparație cu Gripen D, greutatea maximă la decolare a modelului Gripen NG a crescut de la 14.000 la 16.000 de kilograme, greutatea avionului gol fiind cu 200 de kilograme mai mare. Trenul de aterizare fiind repoziționat, capacitatea totală internă a instalației de combustibil a crescut cu 40 la sută, avionul având o autonomie semnificativ mai mare. Raza de acțiune va fi de 1300 kilometri cu șase rachete aer-aer, rezervoare suplimentare acroșate și 30 de minute alocate pentru misiune. Distanța maximă care poate fi parcursă cu rezervoarele interne și externe este de 4070 de kilometri. Noua configurație a trenului de aterizare permite amplasarea a două noi puncte de acroșare ranforsate pe fuselaj. Radarul integrat pe Gripen NG, PS-05/A, are o nouă antenă AESA care este în teste de la mijlocul anului 2009.
Zborul inaugural al prototipului Gripen Demo a avut loc pe 27 mai 2008. Durata acestuia a fost de 30 de minute, aeronava atingând altitudinea de 6400 metri. Pe 21 ianuarie 2009, Gripen Demo a zburat la viteza Mach 1,2 fără postcombustie pentru a testa capacitatea sa de supercroazieră.
În anii 1990, Saab a întreprins acțiuni în direcția conceptului unei variante destinate portavioanelor. În 2009, Saab a lansat Sea Gripen (literal: grifonul marin) ca răspuns la cererile Indiei privind informații despre un avion destinat portavioanelor. Un alt potențial cumpărător al acestei versiuni este Brazilia. Suedia a acordat în 2010 firmei Saab un contract pe patru ani pentru a îmbunătăți radarul și alte componente ale avionului Gripen și de a scădea costurile de operare ale acestuia. În iunie 2010, Saab a afirmat că Suedia intenționează să comande Gripen NG sub denumirea JAS 39E/F. Noua variantă va intra în dotarea Forțelor Aeriene Suedeze în 2017 sau posibil mai devreme, în funcție de comenzile pentru export. Cu toate acestea, în 2011 s-a dezvăluit faptul că orice comandă suedeză pentru „Super Gripen” va depinde de concretizarea unei comenzi externe.
Până la mijlocul anului 2010, avioanele JAS 39C/D ale Forțelor Aeriene Suedeze au fost modernizate cu pachetul MS19. Acesta a prevăzut capabilitatea de a utiliza racheta cu rază lungă de acțiune MBDA Meteor, racheta cu rază scurtă de acțiune IRIS-T și bomba cu ghidaj laser GBU-49. Următorul pachet de modernizare, denumit MS20, include integrarea completă a rachetei Meteor și va fi derulat între 2011 și 2013. Pachetul MS21 (Gripen E/F) este prevăzut pentru anul 2015, în funcție de nevoile unui partener extern.

## Descriere tehnică

### Vedere de ansamblu

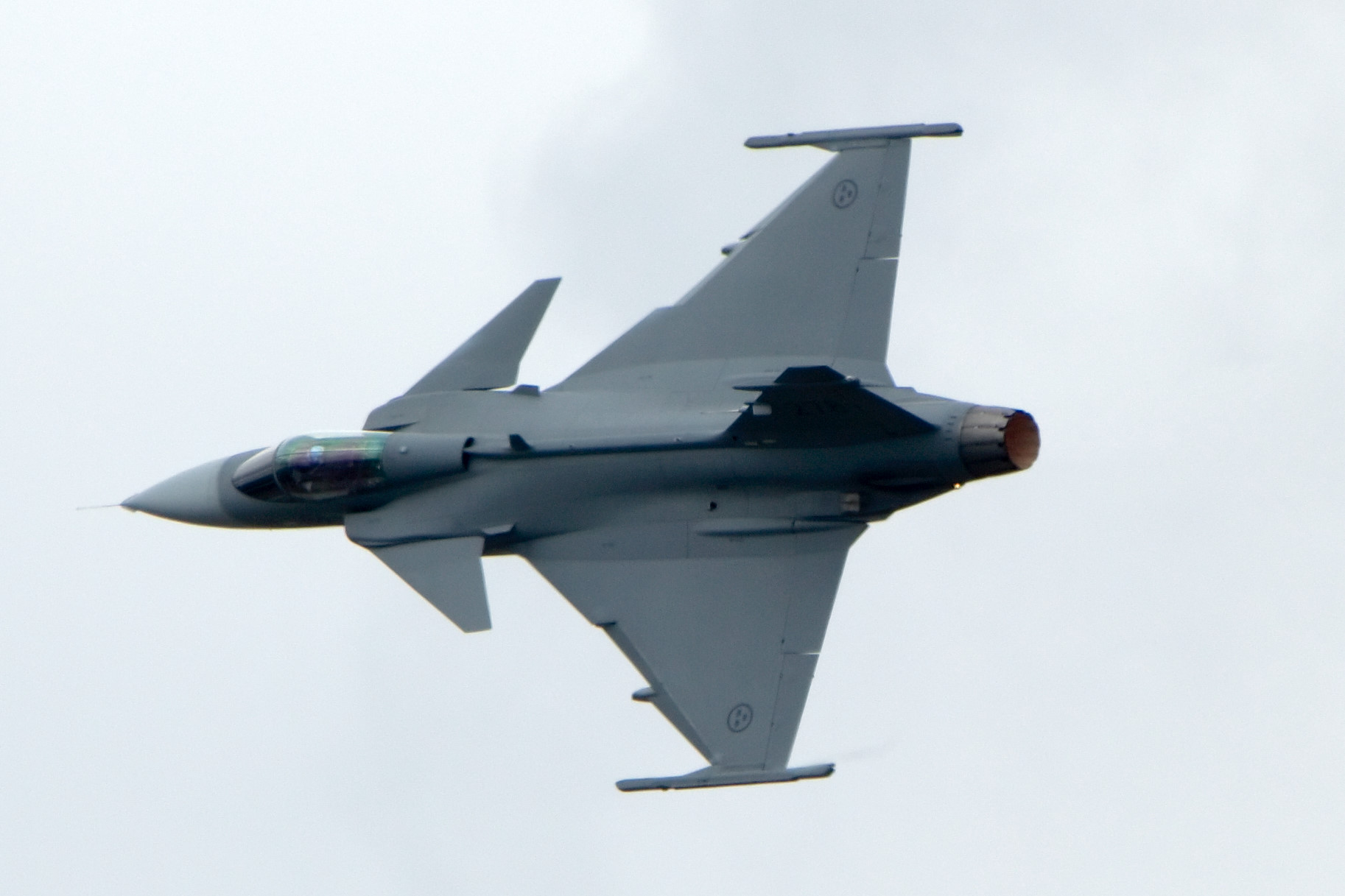
JAS 39 Gripen în timpul unei demonstrații aeriene.

În timpul procesului de proiectare, câteva configurații au fost studiate. Saab a ales în final o configurație cu aripă delta, ampenaj de tip canard și un design de tip stabilitate relaxată. Aceasta conferă avionului o manevrabilitate superioară și performanțe mai bune în timpul aterizării și decolării. Gripen are de asemenea o rezistență la înaintare redusă care îi permite să zboare mai rapid, să posede o autonomie superioară și să transporte o încărcătură mai mare. Având o avionică integrată total, avionul este „programabil”; schimbarea pachetului software poate asigura îndeplinirea unor misiuni suplimentare.
Gripen a fost proiectat pentru o rată de coborâre rapidă și o aterizare scurtă, cu oprire rapidă. Deși nu este dotat cu retroversori de jet care să permită folosirea motorului la frânare, ampenajul canard poate fi bracat la unghi mare în jos pentru a fi utilizat ca frână aerodinamică. Aripa delta este prevăzută cu voleturi și elevoane pentru a redirecționa forțele aerodinamice formate în jurul său. Pe lângă faptul că poate transporta o încărcătură de 6,5 tone de rachete, bombe sau proiectile reactive nedirijate, Gripen este dotat de asemenea cu un singur tun automat de calibrul 27 mm Mauser BK-27. Piesele avionului provin 67% de la furnizori suedezi sau europeni și 33% din Statele Unite ale Americii.

### Avionică și alte sisteme

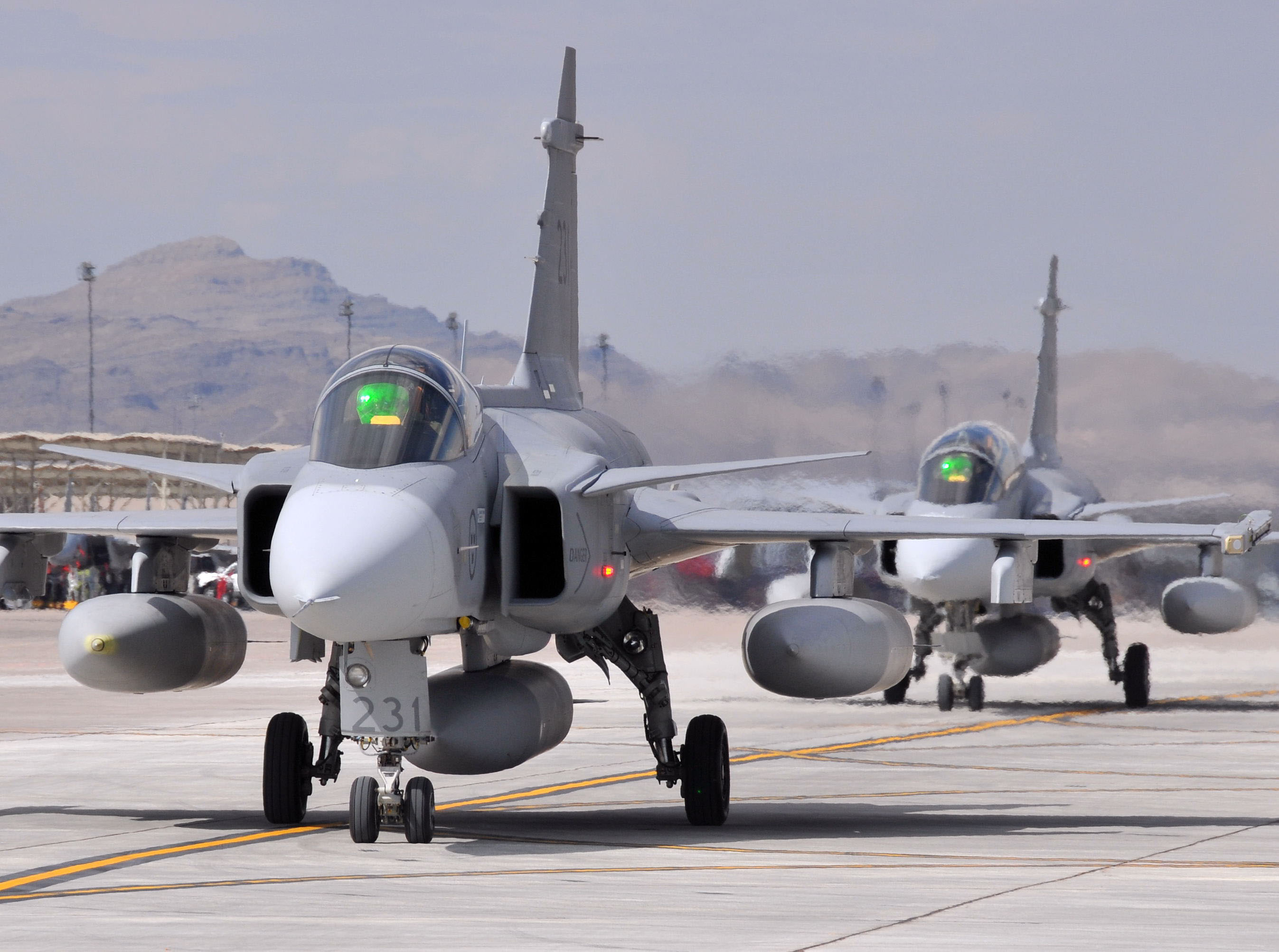
JAS 39 Gripen în timpul unui execițiu internațional din SUA.

Gripen folosește radiolocatorul modern multimod PS-05/A, Doppler cu puls, în banda X, dezvoltat de Ericsson și GEC-Marconi. Acesta este bazat pe radarul avansat Blue Vixen dezvoltat de GEC-Marconi pentru avionul Sea Harrier (radarul CAPTOR al avionului multirol Eurofighter este și el la rândul său bazat pe Blue Vixen). Radiolocatorul utilizat de Gripen este capabil de a detecta, localiza și identifica ținte aflate la 120 kilometri depărtare și de a urmări automat ținte multiple de la axul de zbor al avionului în sus și în jos, terestre, marine sau aeriene, în orice condiții meteo. Radarul poate ghida mai multe rachete aer-aer dincolo de raza vizuală asupra mai multor ținte simultan.
Pe 27 martie 2009, Saab și Selex Galileo au semnat un acord privind dezvoltarea în comun a radarului Raven AESA, bazat pe modelul AESA Vixen al companiei Selex Galileo și PS-05/A. Acest radiolocator va fi capabil de a scana la un unghi de 200° (de la stânga la dreapta, puțin în spate). Pe 9 septembrie 2009, Gripen International a oferit codul sursă al radarului AESA ca parte a ofertei înaintate Indiei privind noul avion multirol al Forțelor Aeriene Indiene. O mare parte din avionica standard a avioanelor Gripen livrate Africii de Sud, precum sistemul de comunicații și contramăsuri, a fost schimbată cu echipamente fabricate local.
Din 2003, Saab și BAE au dezvoltat sistemul HMDS (Helmet Mounted Display System, în română: casca cu vizor integrat) „Cobra” pentru Gripen și alte avioane, acesta având la bază sistemul HMDS „Striker” folosit de Eurofighter. Până în 2008, sistemul electronic „Cobra” a fost integrat complet pe avion, fiind opțional pentru variantele de export. Ulterior, a fost implementat pe avioanele Gripen ale Suediei și Africii de Sud. O atenție deosebită a fost acordată decuplării rapide și sigure a sistemului „Cobra” în cazul în care pilotul este nevoit să se catapulteze.

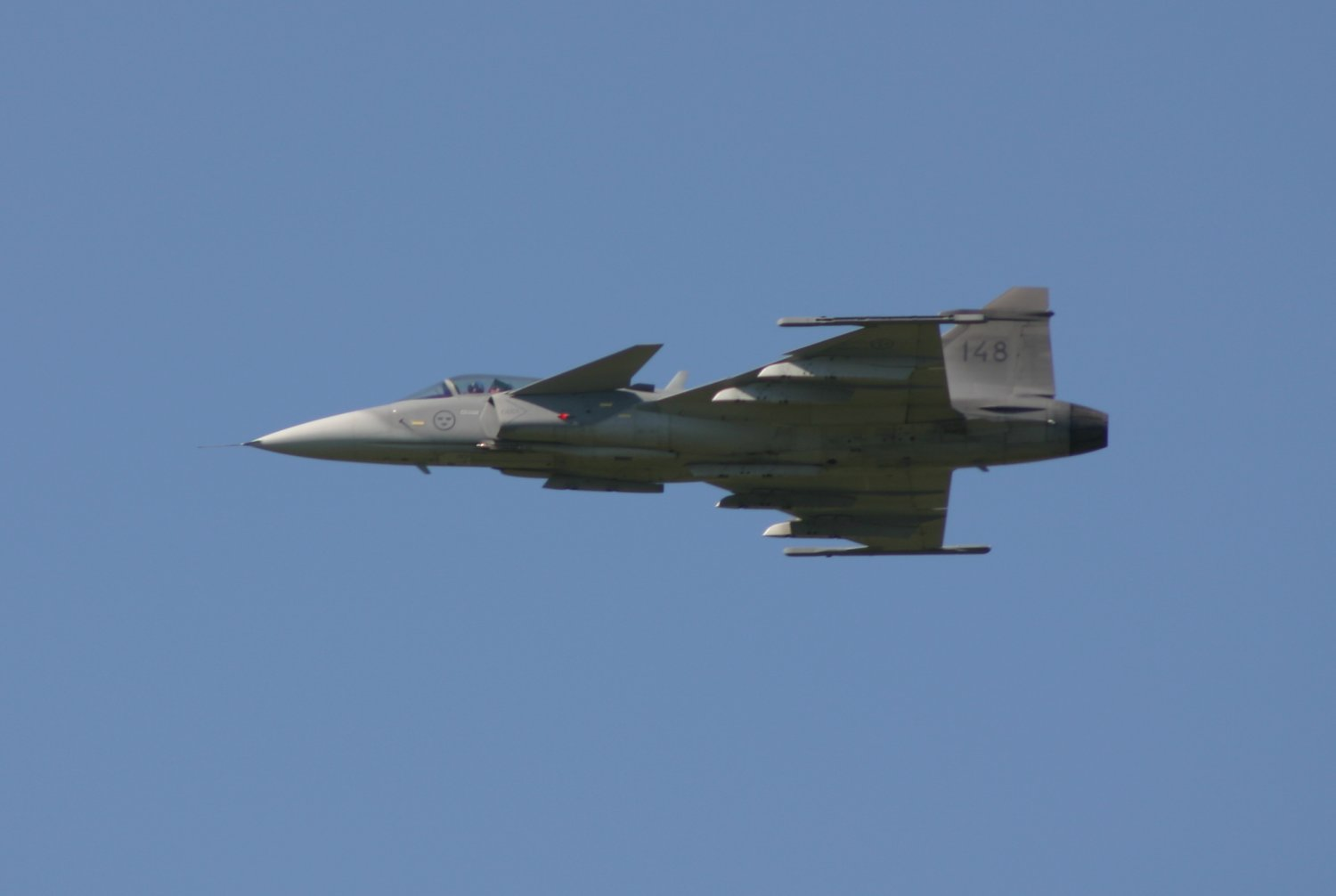
Gripen în zbor.

Comenzile de zbor au fost îmbunătățite pentru a folosi limbajul de programare ADA, folosit la prototipurile finale și avioanele de serie fabricate din 1996 până în prezent. Pachetul software al avionului este îmbunătățit și modificat încontinuu pentru ca Gripen să dezvolte noi capacități. În comparație, Viggen a fost îmbunătățit o dată la 18 luni. Gripen a fost proiectat pentru a face parte dintr-un „sistem de apărare bazat pe rețea”: o mare cantitate de informații sunt transmise în timp real între un avion și alte avioane sau centre de comandă aflate la sol.

### Performanță
În timpul Războiului Rece, Forțele Aeriene Suedeze se pregăteau pentru o posibilă invazie sovietică. Suedia a ales să-și disperseze avioanele militare pe tot teritoriul țării pentru a păstra intactă o apărare aeriană în timpul unei invazii. Prin urmare, JAS 39 a fost proiectat să decoleze de pe piste lungi de doar 800 de metri acoperite de zăpadă. O altă cerință a fost redisponibilizarea pentru misiuni în 10 minute de către un mecanic și 5 recruți; acest lucru presupune ca reînarmarea, realimentarea, inspectarea și întreținerea avionului să fie executate în mai puțin de 10 minute.
Principalele componente ale fuselajului (inclusiv structura de rezistență) nu necesită întreținere sau sunt ieftin de întreținut. Prin urmare, Gripen va avea o durată de exploatare mai lungă decât Viggen, estimată la 50 de ani.

## Istoric operațional

### Suedia

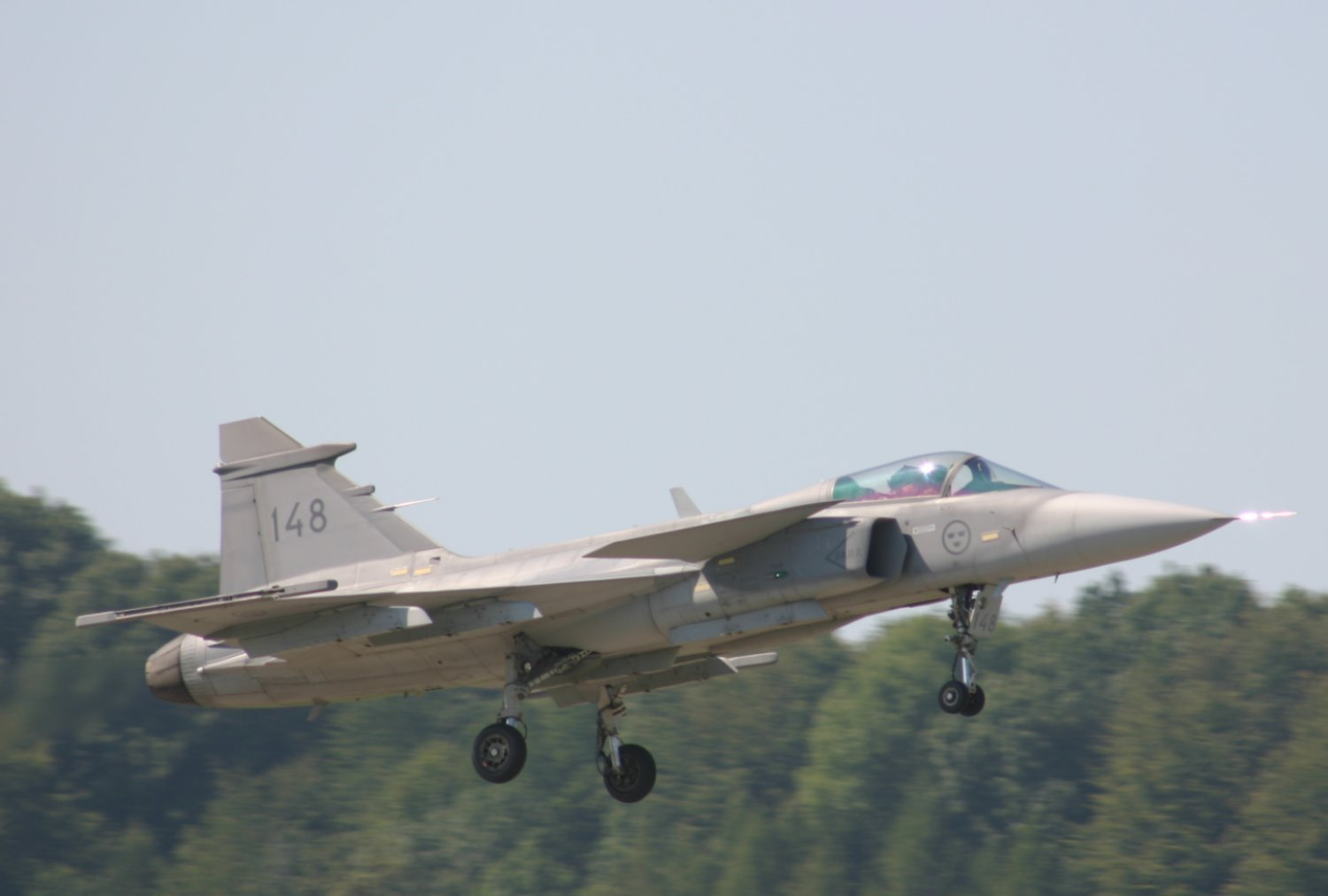
Gripen la decolare.

Forțele Aeriene Suedeze au comandat în total 204 avioane Gripen în trei tranșe. Livrarea primei comenzi a început pe 8 iunie 1993 când avionul cu număr de serie 39-102 a fost predat Flygvapnet într-o ceremonie desfășurată la Linköping; ultimul avion a fost livrat pe 13 decembrie 1996. Avioanele din Lotul 2 au început a fi livrate pe 19 decembrie 1996. Aeronavele militare din a doua tranșă nu au fost achiziționate după un preț fix, ci după un preț țintă: orice economie sau depășire a bugetului urma a fi împărțită între FMV și Saab. JAS 39 a intrat în dotarea grupului de aviație F7 (F7 Skaraborgs Flygflottilj) pe 1 noiembrie 1997. Ultimele avioane din Lotul 3 au fost livrate către FMV pe 26 noiembrie 2008. Livrarea Lotului 3 a fost realizată la un preț cu 10% mai mic decât cel stabilit, plasând astfel JAS-39 la un cost unitar de sub 30 milioane de dolari. Avioanele din ultima tranșă au fost echipate pentru realimentare în aer și urmau a fi alimentate de avioane-cisternă echipate special TP84 (C-130 Hercules) aflate deja în uz. În ianuarie 2011, Forțele Aeriene Suedeze aveau în dotare 120 de avioane JAS 39.
Pe 29 martie 2011, prim-ministrul suedez a anunțat că opt avioane Gripen vor fi desfășurate în sprijinul mandatului ONU privind o zonă de interdicție aeriană în Libia. Avioanele suedeze s-au limitat la a executa misiuni de interdicție aeriană și nu au executat misiuni de atac la sol. O parte a mediei a presupus faptul că utilizarea avioanelor Gripen va conduce la creșterea vânzărilor. Pe 8 iunie 2011, guvernul suedez a anunțat un acord privind prelungirea misiunii pentru cinci avioane Gripen. Până la 24 octombrie 2011, avioanele Gripen au efectuat 650 de misiuni de luptă (2000 de ore de zbor) și au livrat 2000 de rapoarte privind cercetarea aeriană către NATO.

### Țările NATO

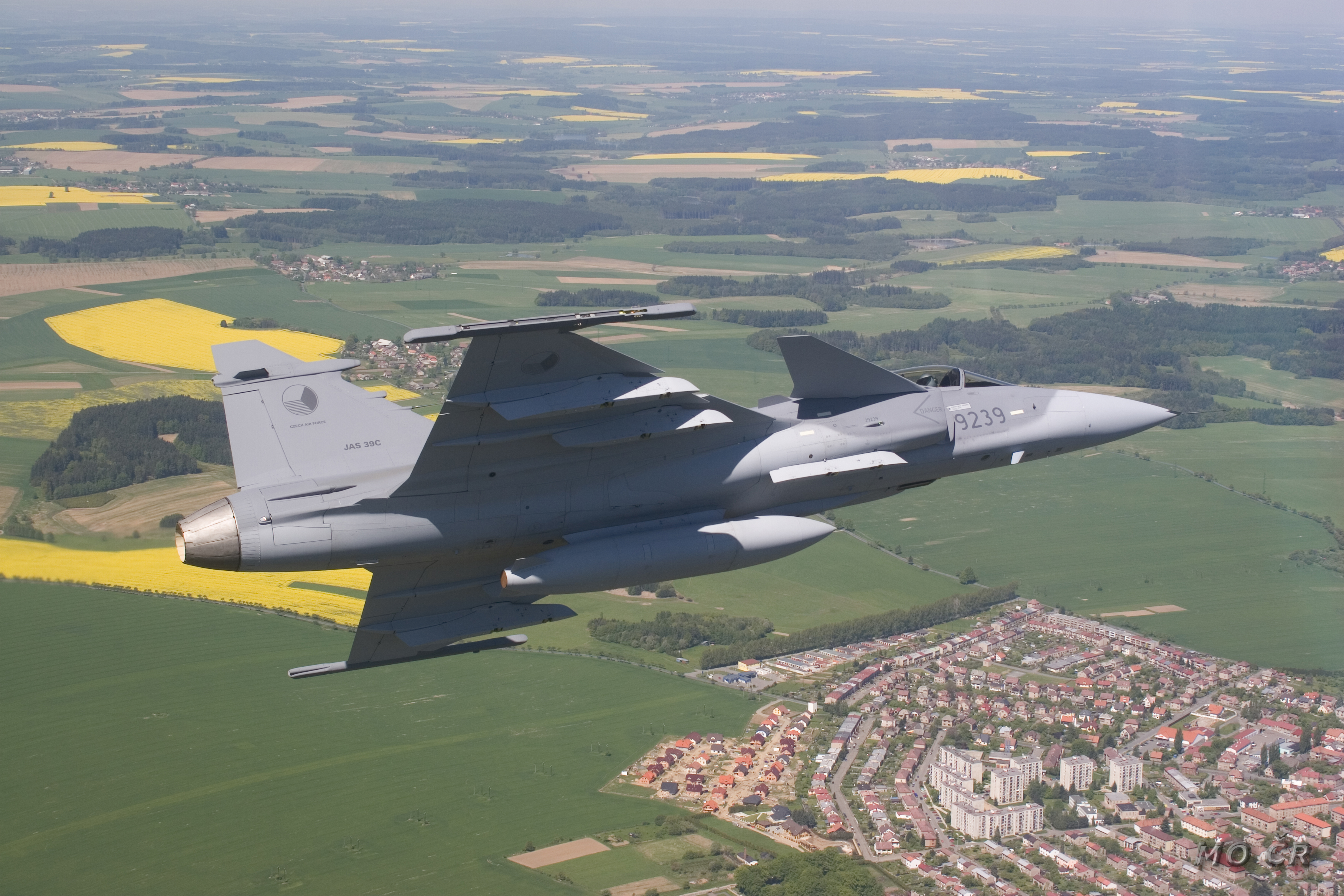
Saab JAS 39 Gripen din dotarea Forțelor Aeriene Cehe.

Forțele Aeriene Cehe și Forțele Aeriene Maghiare au în dotare JAS 39 Gripen. Fiecare țară a închiriat 14 avioane aflate anterior în dotarea Suediei, având la dispoziție opțiunea de a le achiziționa la finalul contractului. În decembrie 2001, guvernul ceh a anunțat faptul că Gripen a fost ales și a menționat că decizia a fost puternic influențată de programul de finanțare și ofset propus de Gripen International. Ungariei i-a fost propusă o ofertă similară, ofsetul fiind estimat la 110% din costul celor 14 avioane. Decizia luată de Ungaria a fost surprinzătoare având în vedere faptul că guvernul își anunțase anterior intenția de a achiziționa avioane F-16.
Inițial, Ungaria plănuia să concesioneze avioane din Lotul 2, însă incapacitatea acestora de a fi realimentate în aer și de a folosi armament american cu ghidaj a condus la dezvoltarea unei variante modernizate pentru a îndeplini cerințele NATO. Modelul de export a fost testat în 1998, fiind realimentat în aer lângă Boscombe Down în Marea Britanie, pentru a corespunde nevoilor Ungariei.

### Africa de Sud

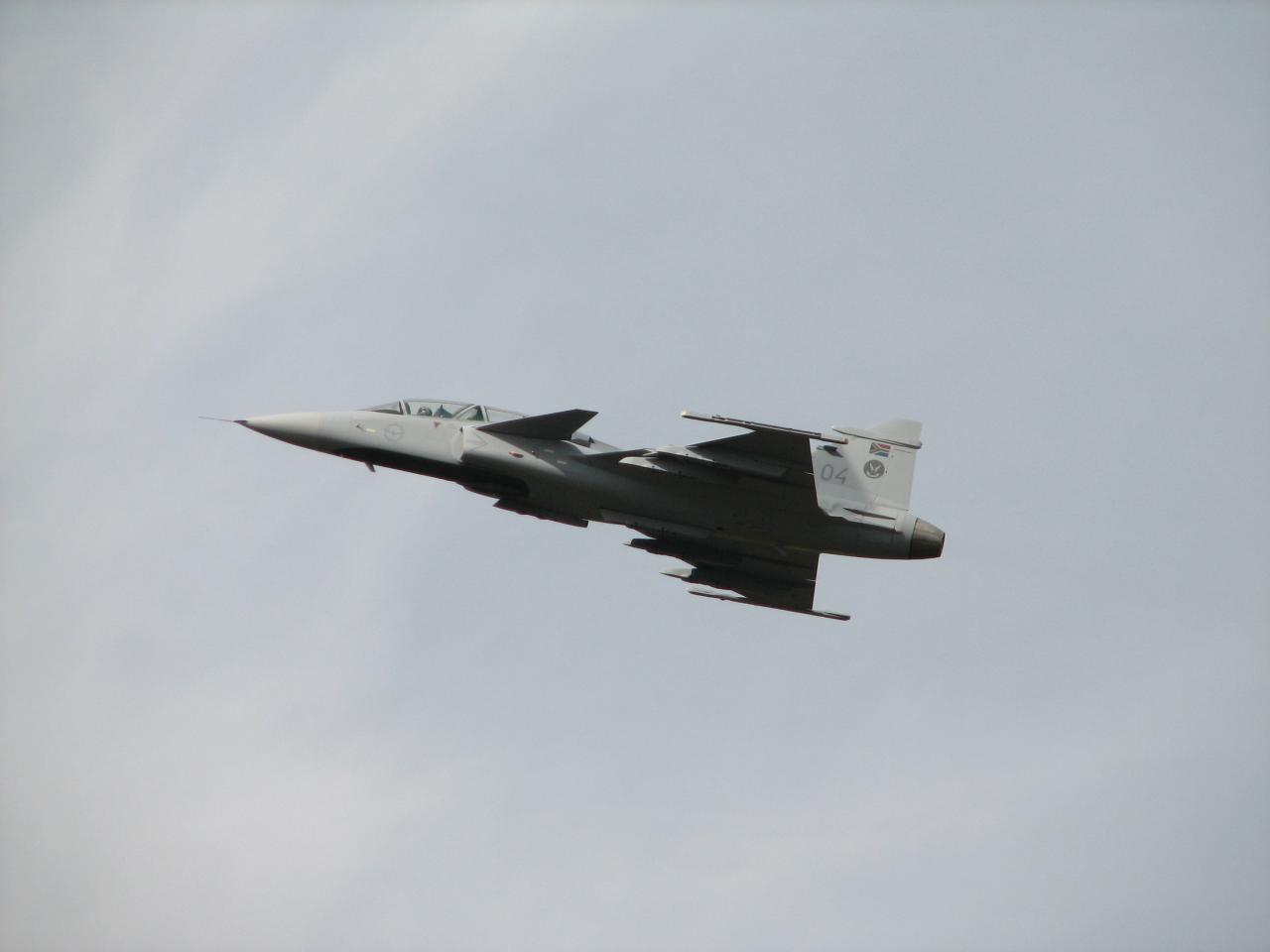
Saab JAS 39 Gripen din dotarea Forțelor Aeriene Sud-Africane.

În 1999, Africa de Sud a semnat un contract cu BAE/Saab privind procurarea a 26 de avioane Gripen C/D cu modificări minore pentru a corespunde cerințelor țării. Livrările către Forțele Aeriene Sud-Africane au început în aprilie 2008. Trei ani mai târziu, 18 avioane (9 biloc și 9 monoloc) fuseseră livrate. În mai 2011, pentru a preveni anularea contractului sub auspiciile unui scandal prelungit de dare de mită, Saab a negat efectuarea unor plăți ilegale. Luna următoare, Saab a anunțat efectuarea unei plăți în valoare de 3,5 milioane de dolari de către partenerul BAE Systems.

### Thailanda
Forțele Aeriene Regale Thailandeze au comandat șase avioane Gripen (două monoloc C și patru biloc D) în februarie 2008 pentru a înlocui unele avioane F-5, livrările fiind planificate a începe în 2011. Alte șase avioane JAS-39C au fost comandate în noiembrie 2010 și vor fi livrate din 2013. Avioanelor sunt alocate bazei aeriene Surat Thani. Primele șase avioane au fost livrate la 22 februarie 2011. Thailanda ar putea achiziționa până la 40 de avioane Gripen.

### Marea Britanie
Un avion Gripen este folosit de Empire Test Pilots' School pentru antrenament avansat din 1999.

## Variante
JAS 39APrimul model de serie, a intrat în dotarea Forțelor Aeriene Suedeze în 1996. Un program de modernizare a 31 de avioane la standarde C/D este în derulare.
JAS 39BVersiune biloc a variantei A. Este cu 0,66 metri mai lungă decât versiunea monoloc. Carlinga din spate nu are un sistem HUD (deși o imagine a sistemului HUD aflat în carlinga din față poate fi accesată de pilotul din spate prin intermediul afișajului central), avionul transportă mai puțin combustibil și nu este dotat cu tunul automat.
JAS 39CVersiune la standarde NATO a avionului Gripen. Armamentul și avionica sunt îmbunătățite. Poate fi realimentat în aer.
JAS 39DVersiune biloc a variante C.
Gripen DemoPrototip biloc avansat, construit pentru a demonstra capacitățile viitorului model Gripen NG.
Gripen NG/IN(Next Generation) Versiune propusă, dotată cu un motor nou (F414G). Poate transporta mai mult combustibil, o încărcătură mai mare, are avionică și alte elemente îmbunătățite. Gripen IN a fost o versiune propusă Indiei. Forțele Aeriene Suedeze vor să modernizeze 70 de avioane Gripen la acest standard până în 2020.
Sea GripenVersiune propusă a variantei NG, destinată portavioanelor. Se află în faza de dezvoltare.

## Utilizatori

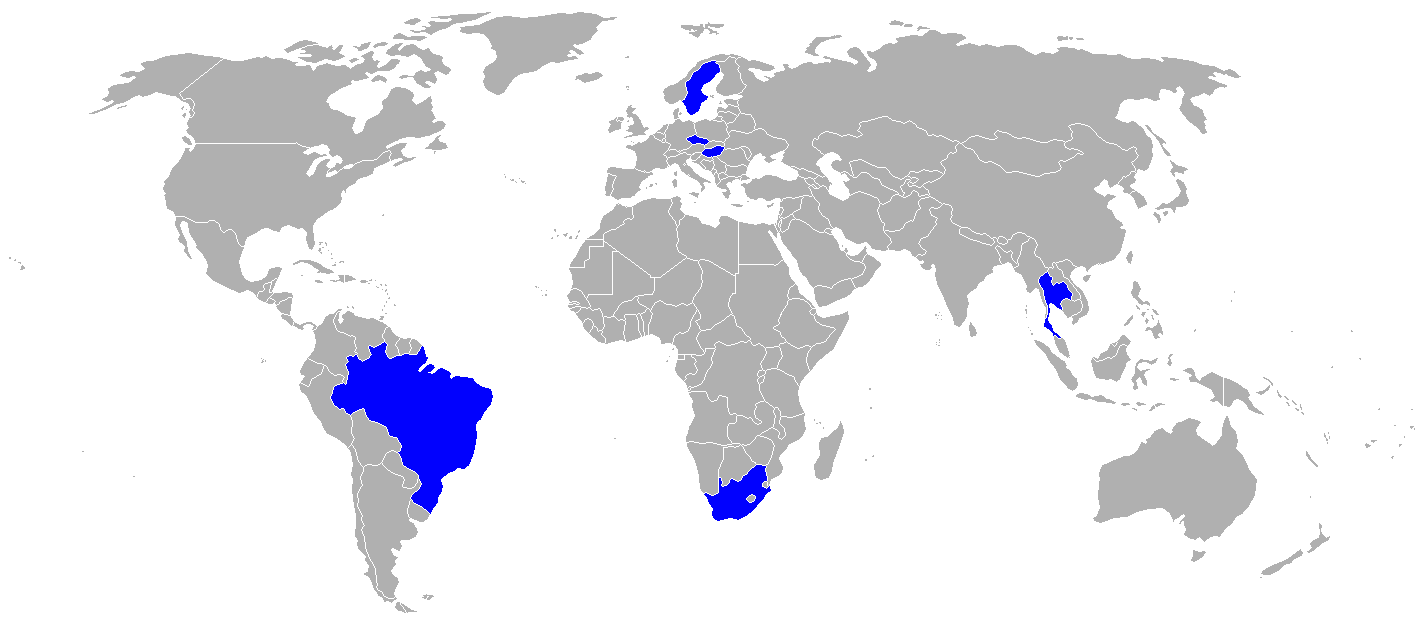
Țările care folosesc Gripen (în albastru).

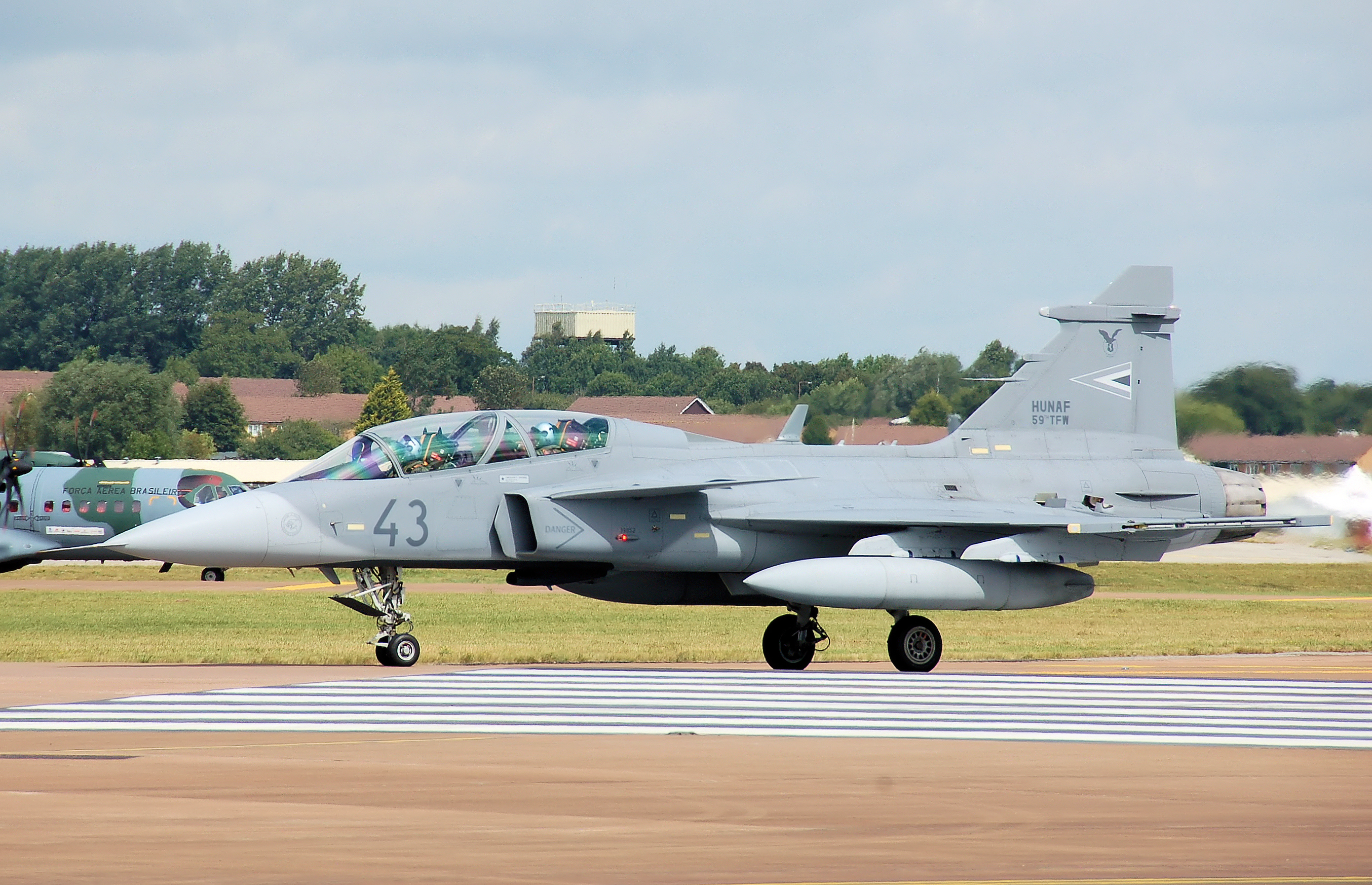
JAS 39D Gripen în dotarea Forțelor Aeriene Maghiare.

În ianuarie 2011 în serviciul activ se aflau 163 de avioane Gripen:
 CehiaForțele Aeriene Cehe au 14 avioane Gripen în leasing (inclusiv 2 exemplare biloc).
 UngariaForțele Aeriene Maghiare au 14 avioane Gripen în leasing (inclusiv 2 exemplare biloc, varianta C/D). Avioanele pot fi cumpărate la sfârșitul perioadei de leasing. Ultimele trei avioane au fost livrate în decembrie 2007.
 Africa de SudForțele Aeriene Sud-Africane au comandat 26 de avioane (inițial, 28): 9 biloc (varianta D) și 17 monoloc (varianta C). Primul avion (biloc) a fost livrat la sfârșitul lunii aprilie în 2008. În ianuarie 2011, Forțele Aeriene Sud-Africane aveau 9 avioane monoloc și 9 biloc în dotare.
 SuediaForțele Aeriene Suedeze au comandat inițial 204 avioane (28 dintre acestea fiind biloc). Suedia a închiriat 28 de avioane (4 fiind biloc) Cehiei și Ungariei. În 2007, guvernul suedez a anunțat că doar 100 de avioane JAS 39 C/D Gripen vor fi păstrate operaționale. În ianuarie 2011, Forțele Aeriene Suedeze aveau 120 de avioane Gripen în uz: 53 JAS 39A, 10 JAS 39B, 45 JAS 39C și 12 JAS 39D.
 ThailandaForțele Aeriene Regale Thailandeze au comandat 12 avioane JAS 39 Gripen (8 monoloc JAS 39C și 4 biloc JAS 39D). Primele 6 exemplare au fost livrate în februarie 2011.
 Regatul Unitun avion biloc JAS 39B al Forțelor Aeriene Suedeze este folosit de Empire Test Pilots' School pentru antrenament (sistem primăvară/toamnă, zborurile au loc lângă Linköping); acordul a fost prelungit în 2008.

## Utilizatori potențiali și viitori
Brazilia
În octombrie 2008, conducerea Forțelor Aeriene Braziliene a anunțat cele trei avioane finaliste ale programului F-X2. Acestea sunt Dassault Rafale, Boeing F/A-18E/F Super Hornet și Gripen NG. Programul include achiziția a 36 de avioane multirol; numărul acestora poate crește până la 120. Decizia urma a fi anunțată pe 2 octombrie 2009. La începutul lunii februarie 2009, Saab a trimis o ofertă pentru 36 de avioane Gripen NG către conducerea Forțelor Aeriene Braziliene. Pe 5 ianuarie 2010, presa locală a anunțat faptul că, în raportul final de evaluare a avioanelor implicate în program, Gripen se afla în fața contracandidaților. Factorul decisiv era aparent costul total al noilor avioane, atât în ceea ce privește costul de achiziție, cât și costurile de operare și întreținere. O parte a presei a anunțat faptul că la începutul anului 2010 modelul Rafale a fost ales de către Ministerul Apărării. Cu toate acestea, în februarie 2011, președintele Braziliei Dilma Rousseff considera că F/A-18 este cea mai bună alegere. Decizia a fost amânată pentru 2012 din cauza constrângerilor financiare. Pe 19 ianuarie 2012, ministrul brazilian al apărării a afirmat că, în opinia sa, decizia va fi luată cel mai probabil în prima parte a anului 2012.
Croația
Forțele Aeriene Croate și-au anunțat intenția de a înlocui avionul MiG-21 din dotare cu JAS 39 Gripen sau F-16 Falcon. Țara va achiziționa între 12 și 18 avioane. Pe 27 martie 2008, Administrația Materialului destinat Apărării și Saab au înaintat o ofertă de achiziție a 12 avioane. Din motive financiare și politice, Forțele Aeriene Croate și-au amânat decizia și au examinat posibilitatea unei achiziții comune cu Slovenia a 12 avioane. Croației i-au fost oferite oficial 12 avioane Gripen A/B drept soluție provizorie pentru aviația militară. Suedia le va închiria gratuit Croației până când aceasta își va permite achiziționarea modelului Gripen NG în 2019. Oferta este valabilă până în iunie 2012.
Danemarca
În 2007, Danemarca a semnat un memorandum de înțelegere cu Ministerul Apărării din Suedia pentru a evalua Gripen în vederea înlocuirii celor 48 de avioane F-16 ale țării. Danemarca a cerut de asemenea și dezvoltarea unor noi variante ale avionului multirol Gripen care să includă avionică nouă, un motor mai mare și mai puternic, o încărcătură mai mare și, cel mai important, o rază de acțiune mai mare. Această doleanță a reprezentat baza dezvoltării noului Gripen NG care satisface toate cererile danezilor (inclusiv motorul mai puternic F414G). Danemarca a amânat decizia de câteva ori până în 2009.
Olanda
În 2008, Olanda a anunțat evaluarea avionului Gripen NG și a altor patru concurenți, decizia privind o eventuală achiziție urmând a fi făcută publică la sfârșitul anului. Saab a răspuns pe 25 august 2008 cererii Ministerului Apărării din Olanda printr-o ofertă care include 85 de avioane pentru Forțele Aeriene Regale Olandeze. Olanda a examinat performanțele modelului Gripen NG în comparație cu F-35. Pe 18 decembrie 2008, presa a anunțat faptul că Olanda plasa F-35 înaintea avionului suedez din punct de vedere al performanțelor și al prețului. Pe 13 ianuarie 2009, NRC Handelsblad afirma că, conform surselor suedeze, Saab a înaintat o ofertă pentru 85 de avioane Gripen la prețul de 4,8 miliarde de euro, cu un miliard de euro mai puțin decât prețul avioanelor F-35. Prețul include instruirea piloților și întreținerea avionelor timp de 30 de ani.
Elveția
În ianuarie 2008, Administrația Materialului destinat Apărării din Elveția a cerut o ofertă din partea Gripen International pentru a înlocui vechile avioane F-5. Saab a răspuns cererii pe 2 iulie 2008 cu o propunere inițială. Aproximativ 22 de avioane urmau a fi achiziționate. Ceilalți competitori erau avioanele multirol Dassault Rafale și Eurofighter Typhoon. Pe 30 noiembrie 2011, guvernul elvețian a făcut publică decizia de a achiziționa 22 de avioane multirol Gripen NG.
La începutul anului 2012, printr-o scurgere de informații, un raport confidențial al Forțelor Aeriene Elvețiene din 2009 de evaluare a celor trei avioane implicate în competiție a apărut în presă. Raportul specifica faptul că Gripen s-a comportat în teste substanțial mai slab decât Rafale și Eurofighter. Gripen era considerat a fi satisfăcător pentru misiuni de recunoaștere aeriană, dar nesatisfăcător pentru misiuni aer-aer și aer-sol. Concluziile se refereau la modelul JAS 39 C/D care a fost testat, în timp ce oferta Saab era pentru Gripen NG.
Marea Britanie
După o întâlnire cu oficiali ai Ministerului Apărării din Marea Britanie în mai 2011, Saab a fost de acord cu înființarea unui centru de dezvoltare în Marea Britanie pentru conceptul Sea Gripen. Directorul Saab Håkan Buskhe a declarat că Ministerul Apărării din Marea Britanie este „în căutarea competiției”. Decizia fabricării unui prototip demonstrativ va fi făcută la sfârșitul anului 2012.
Alți potențiali utilizatori
În septembrie 2006, Bulgaria anunța faptul că ia în considerare înlocuirea avioanelor MiG-21 învechite cu 16 JAS C/D Gripen sau 16 avioane la mâna a doua F-16. Alte țări interesate de Gripen sunt Slovacia  și Oman.

### Contracte pierdute
Austria
În 1994, Austria dorea aproximativ 25 de avioane noi pentru a înlocui modelul J-35 Draken din dotare. Gripen a fost propus Forțelor Aeriene Austriece, alături de F-16, F/A-18, Mirage 2000 și MiG-29. După ani întregi de tergiversări, Austria a anunțat în iulie 2002 achiziționarea unor avioane multirol Eurofighter aflate anterior în dotarea Germaniei.
Finlanda
În 1989, Forțele Aeriene Finlandeze s-au interesat de un avion nou pentru a înlocui vechile avioane MiG-21 și Saab 35 Draken. Între 1991 și 1992, Dassault Mirage 2000, Gripen, F-16, MiG-29 și F/A-18 au fost evaluate; aceasta a fost prima competiție oficială pentru Gripen. Pe 6 mai 1992, F/A-18 Hornet a fost ales drept câștigător, 64 de avioane fiind comandate.
Germania
La începutul anilor 1990, Germania considera costurile avionului Eurofighter (aflat încă în faza de dezvoltare) a fi prea mari. Prin urmare, Gripen a fost luat în considerare drept o alternativă mai ieftină. Cu toate acestea, Germania a ales o versiune mai puțin dotată a avionului Eurofighter în 1993.
India

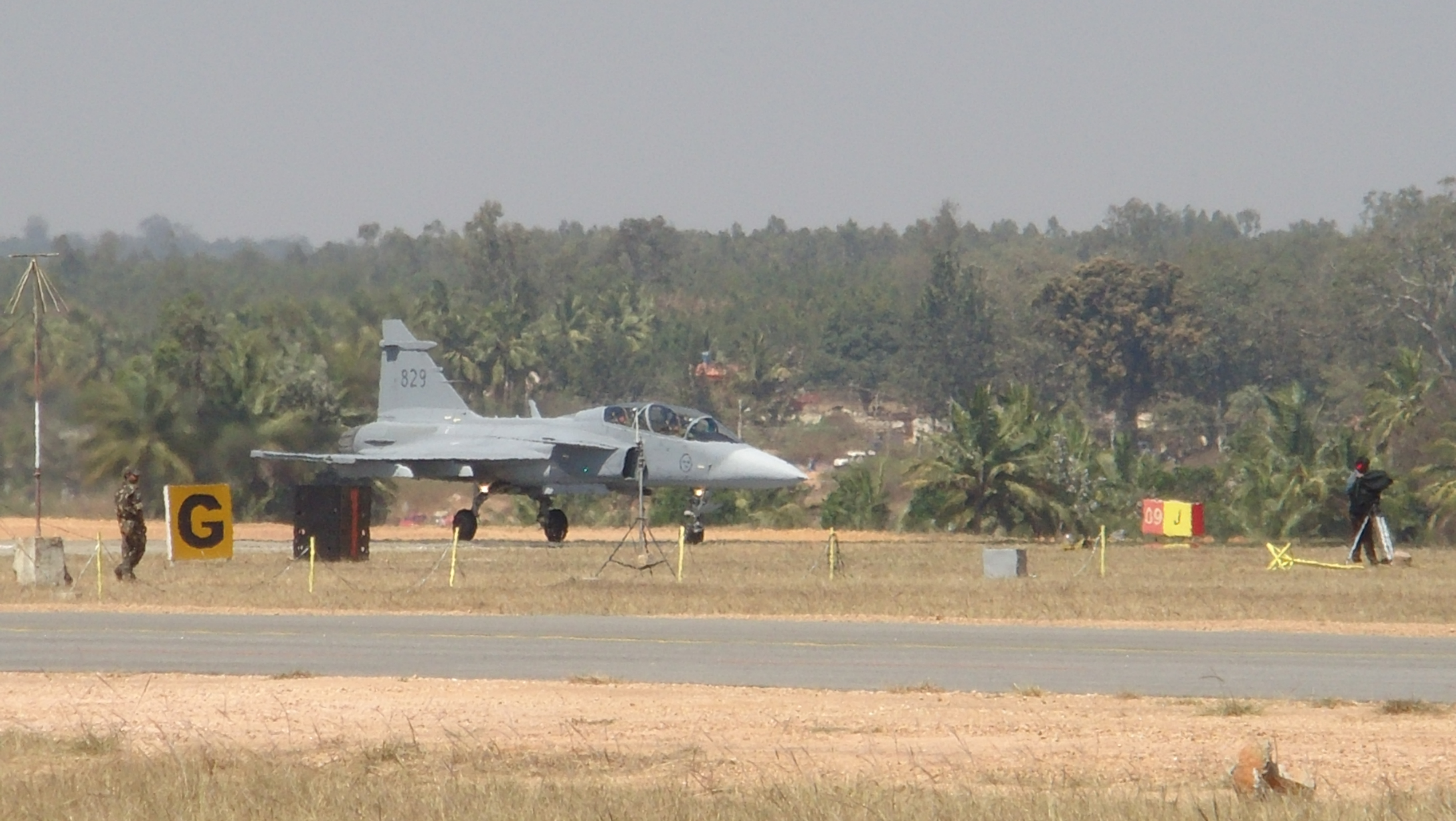
Saab Gripen gata de decolare la mitingul aviatic Aero India 2011.

Gripen a fost implicat în competiția organizată de India privind achiziționarea a 126 de avioane multirol. În aprilie 2008, Gripen International a oferit oficial modelul Gripen NG și a deschis un birou în New Delhi pentru a sprijini eforturile sale pe piața indiană. Pe 4 februarie 2009, Saab a anunțat asocierea cu conglomeratul Tata Group pentru a dezvolta o nouă variantă a avionului Gripen care să satisfacă cerințele Indiei.
Forțele Aeriene Indiene (abreviere: FAI) au desfășurat un amplu program de testare prin care au evaluat performanțele avionului suedez. În aprilie 2011, FAI au eliminat Gripen din competiție, avioanele rămase în cursă fiind Eurofighter Typhoon și Dassault Rafale. Oficiali de rang înalt din Forțele Aeriene Indiene, deși mulțumiți de performanțele superioare ale modelului Gripen NG, au considerat că dependența semnificativă a avionului de piesele importate din SUA (electronică, armament și turboventilatorul GE F414) reprezintă un impediment în calea unor potențiale exporturi.
Polonia
Gripen a fost un candidat pentru achiziționarea a 48 de avioane multirol de către Forțele Aeriene Poloneze. Pe 27 decembrie 2002, Ministerul Apărării din Polonia a anunțat că avionul F-16C/D Block 50/52+ a fost ales. Al treilea concurent era modelul Dassault Mirage 2000-5 Mk 2. Stephen Larrabee a afirmat că decizia fost influențată semnificativ de ofsetul oferit de Lockheed Martin și accentul politic pus pe relația dintre Polonia, Statele Unite ale Americii și NATO.
Conform unui fost vice-ministru al apărării polonez, oferta JAS 39 era superioară. Propunerea oferită de Saab cuprindea și participarea la dezvoltarea unor noi tehnologii.
Norvegia
Pe 18 ianuarie 2008, Ministerul Apărării din Norvegia a solicitat o ofertă din partea Administrației Materialului destinat Apărării din Suedia. Aceasta din urmă a răspuns cererii pe 28 aprilie 2008, printr-un contract de achiziționare a 48 de avioane. Contracandidata firmei Saab, Lockheed Martin, a fost sprijinită la nivel diplomatic și politic. Pe 20 noiembrie 2008, guvernul norvegian a anunțat câștigătorul competiției: F-35 Lightning II. Norvegia a declarat că F-35 este singurul candidat care a îndeplinit toate cerințele operaționale ale Forțelor Aeriene Regale Norvegiene. Saab a criticat decizia, afirmând că au existat erori în calculele Norvegiei privind costul avioanelor Gripen NG.
Pe 10 februarie 2009, Sten Tolgfors, ministrul suedez al apărării, a afirmat că Norvegia a calculat greșit oferta. Aceasta consta în 48 de avioane pentru 20 de ani, dar Norvegia a extrapolat-o pentru 57 de avioane exploatate timp de 30 de ani, dublând astfel costurile. Ministrul suedez a avut și alte câteva obiecții. Printre altele, Norvegia a considerat costurile operaționale ale avionului F-35 ca fiind valabile pentru ambele avioane, ignorând costurile mai mici pentru Gripen. Norvegia a prevăzut de asemenea mai multe pierderi în accidente decât ceea ce Suedia consideră a fi rezonabil, având în vedere propria experiență operațională. În opinia lui Tolgfors, decizia Norvegiei va îngreuna și mai mult eforturile de vânzare în alte țări. Tolgfors a afirmat că Gripen nu îndeplinește condițiile guvernului norvegian, deși o parte a presei a afirmat că aceste cereri au fost în favoarea modelului F-35.
În decembrie 2010, informațiile divulgate de Wikileaks au scos la iveală noi date: Statele Unite ale Americii au decis să amâne rezolvarea cererilor suedeze pentru un radiolocator AESA destinat avionului Gripen până după anunțul făcut de Norvegia în privința câștigătorului (F-35). Aceleași surse susțineau că Gripen a fost luat în condierare doar de formă și că Norvegia a decis să achiziționeze avionul F-35 ca urmare a presiunilor politice la nivel înalt ale SUA. În urma vânzării avionului F-35 către Norvegia, oficialii americani au compilat un memoriu cu tacticile de urmat în cazul unei alte vânzări pentru ca aceasta să aibă succes. Aceste tactici cuprindeau implicarea activă a ambasadei SUA (inclusiv a ambasadorului american) în comercializarea avionului, coordonarea strategiilor de vânzare cu Lockheed Martin și utilizarea evenimentelor diplomatice pentru a vorbi despre F-35. Aceste evenimente puteau include prânzuri oficiale ale ambasadorului cu persoane influente din țara respectivă. Documentele indică faptul că oficialii SUA încercau să încheie afacerea fără a părea că au încercat să obțină prin intimidare sau cu forța o decizie.
România
Forțele Aeriene Române au anunțat inițial înlocuirea avionului MiG-21 LanceR începând cu anul 2008 cu JAS 39 Gripen, F-16 Fighting Falcon sau Eurofighter Typhoon. Pe 23 martie 2010, Ministerul Apărării din România a decis să achiziționeze 24 de avioane F-16 la mâna a doua. Atât Saab, cât și Eurofighter GmbH au depus noi oferte similare ofertei Lockheed Martin în mai 2010.

## Accidente și incidente
Până în iulie 2011, JAS 39 Gripen a fost implicat în opt accidente aviatice soldate cu răni ușoare. În cinci cazuri, avioanele nu au mai putut fi recuperate. Primele două accidente au avut loc în 1989 și 1993; acestea au avut loc din cauza avionicii. Un avion a fost distrus la sol într-un accident în timpul unui test al motorului.

## Specificații tehnice

### Caracteristici generale
- Echipaj: 1
- Lungime: 14.1 m (46 ft 3 in)
- Anvergură: 8.4 m (27 ft 7 in)
- Înălțime:  (14 ft 9 in)
- Greutate (gol): 6,620 kg (14,600 lb)
- Greutate încărcat: 8,720 kg (19,200 lb)
- Greutate maximă la decolare: 14,000 kg (31,000 lb)
- Motor: 1× Volvo Aero RM12 (GE404) turboventilator cu postcombustie, 54 kN fără postcombustie, 80 kN cu postcombustie ()

### Performanțe
- Viteză maximă: Mach 2
- Rază de luptă: Rază de luptă cu arme aer-sol și aer-aer: >1200km (>650Nm) (927 km)
- Plafon de serviciu: 15,000 m ()
- Viteză ascensională: m/s ()

### Armament
- 1 × tun de 27 mm Mauser BK-27

Desen liniar al Saab JAS 39 Gripen.

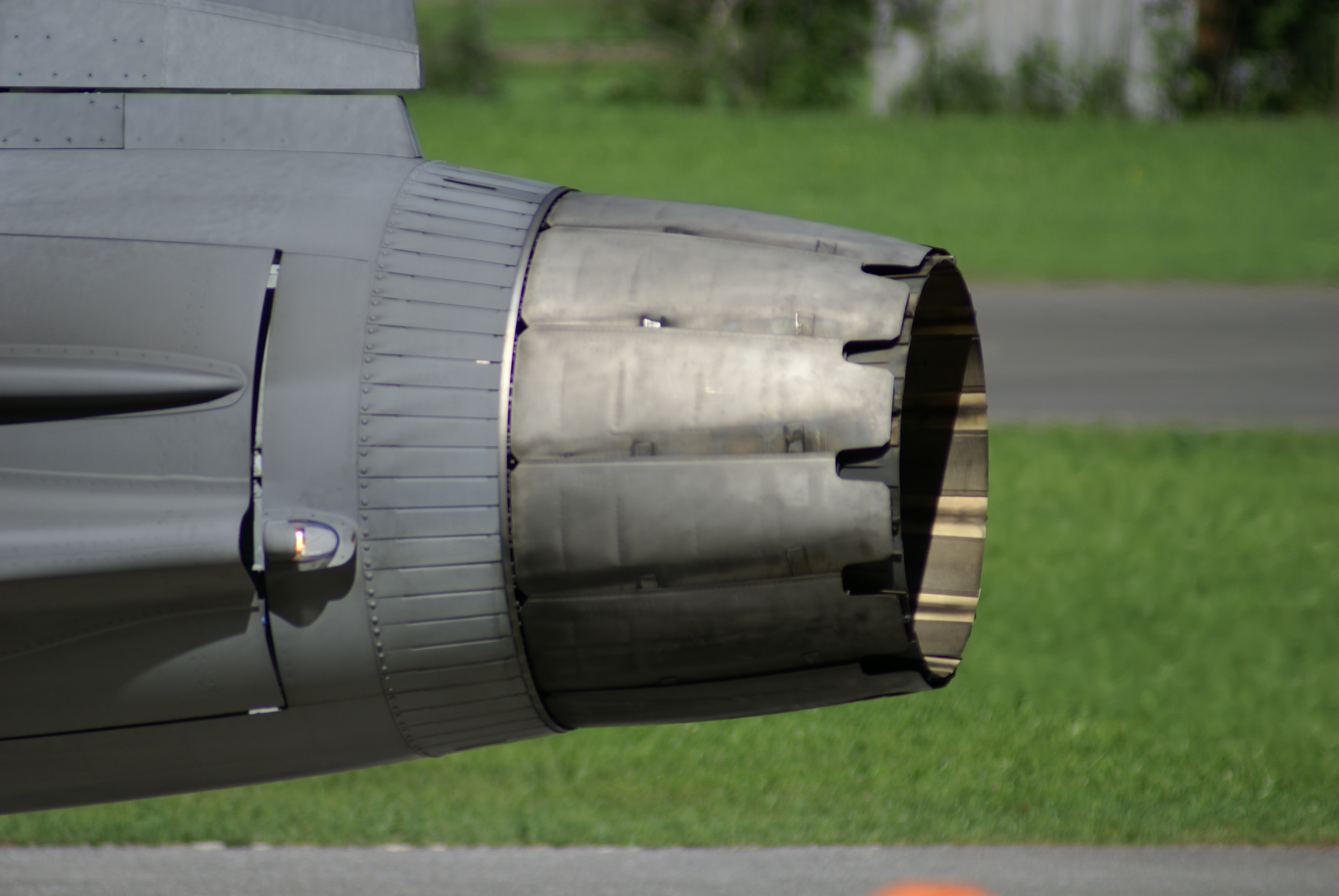
Ajutajul turboventilatorului Volvo-Flygmotor RM12.

- 6 × AIM-9 Sidewinder (Rb-74) sau IRIS-T (Rb-98)
- 4 × AIM-120 AMRAAM (Rb-99), BAe Skyflash (Rb-71 Skyflash), MICA sau Meteor
- AGM-65 Maverick (Rb-75), KEPD 150, sau diferite bombe, containere cu rachete.
- rachetă anti-navă aer-sol RBS-15 Mark 2
- Bombkapsel 90 Bombă cu fragmentare